# Liste von Burgen, Schlössern und Festungen in Portugal
Diese Liste führt Burgen, Schlösser und Festungen in Portugal auf. Die Liste erhebt keinen Anspruch auf Vollständigkeit.
Neben seinen zahlreichen Schlössern ist das Land mit über 400 Burgen besonders reich an Festungsanlagen, eine Folge der wechselvollen Geschichte Portugals durch das gesamte Mittelalter bis über die Renaissance hinaus. Als älteste mittelalterliche, heute noch erhalten gebliebene Festung des Landes gilt die Burg von Montemor-o-Velho aus dem frühen 9. Jahrhundert.

## Região Norte

### Distrikt Aveiro
- Castelo de Santa Maria da Feira, Castelo de Santa Maria, Castelo da Feira (Santa Maria da Feira, Feira)
- Forte da Barra de Aveiro, Castelo da Gafanha (Ílhavo, Gafanha da Nazaré)

### Distrikt Braga
- Castelo da D. Chica, Castelo de Palmeira (Braga, Palmeira)
- Castelo de Arnóia, Castelo dos Mouros, Castelo de Moreira (Celorico de Basto, Arnóia)
- Castelo de Braga (Braga, São João do Souto)
- Castelo de Faria (Barcelos, Pereira)
- Castelo de Folgosinho (Gouveia, Folgosinho)
- Castelo de Guimarães (Guimarães, Oliveira do Castelo)
- Castelo de Póvoa de Lanhoso, Castelo de Lanhoso (Póvoa de Lanhoso, Póvoa de Lanhoso)
- Forte de São João Baptista de Esposende, Forte de Esposende, Castelo de São João Baptista (Esposende, Esposende)
- Muralha de Barcelos, Castelo de Barcelos (Barcelos, Barcelos)
- Torre de Penegate (Vila Verde, São Miguel de Carreiras)

### Distrikt Bragança
- Atalaia de Candaira, Atalaia da Candaira (Bragança, Baçal)
- Castelo de Algoso (Vimioso, Algoso)
- Castelo de Alva (Freixo de Espada à Cinta, Ligares)
- Castelo de Ansiães, Castelo de Carrazeda de Ansiães (Carrazeda de Ansiães, Selores)
- Castelo de Bragança (Bragança, Sé)
- Castelo de Freixo de Espada à Cinta, Castelo de Freixo de Espada Cinta (Freixo de Espada à Cinta, Freixo de Espada à Cinta)
- Castelo de Milhão
- Castelo de Miranda do Douro (Miranda do Douro, Miranda do Douro)
- Castelo de Mirandela (Mirandela, Mirandela)
- Castelo de Mogadouro (Mogadouro, Mogadouro)
- Castelo de Mós (Torre de Moncorvo, Mós)
- Castelo de Oleiros (Mogadouro, Urrós)
- Castelo de Outeiro de Miranda, Fortaleza do Outeiro (Bragança, Outeiro)
- Castelo de Penas Róias  (Mogadouro, Penas Róias)
- Castelo de Rebordãos, Castelo do Tourão (Bragança, Rebordãos)
- Castelo de Santulhão
- Castelo de Torre de Moncorvo (Torre de Moncorvo, Torre de Moncorvo)
- Castelo de Vila Flor (Vila Flor, Vila Flor)
- Castelo de Vimioso
- Castelo de Vinhais (Vinhais, Vinhais)

### Distrikt Porto
- Castelo de Aguiar de Sousa, Torre de Aguiar de Sousa (Paredes, Aguiar de Sousa)
- Castelo de Castelo de Penalva (Penalva do Castelo, Castelo de Penalva)
- Fortaleza da Nossa Senhora da Conceição, Castelo da Póvoa (Póvoa de Varzim, Póvoa de Varzim)
- Forte de Nossa Senhora da Assunção (Vila do Conde. Vila do Conde)
- Forte de Nossa Senhora das Neves, Forte de Leça da Palmeira, Castelo de Matosinhos (Matosinhos, Leça da Palmeira)
- Forte de São Francisco Xavier do Queijo, Castelo do Queijo (Porto, Nevogilde)
- Forte de São João Baptista da Foz, Castelo de São João da Foz (Porto, Foz do Douro)
- Mosteiro de Leça do Balio, Igreja de Santa Maria de Leça do Balio (Matosinhos, Leça do Balio)
- Muralhas do Porto (Porto)

### Distrikt Viana do Castelo
- Atalaia de Lovelhe, Fortim da Atalaia, Bateria da Mata (Vila Nova de Cerveira, Lovelhe)
- Castelo de Caminha, Fortaleza de Caminha (Caminha, Caminha)
- Castelo de Castro Laboreiro, Castelo de Castro Laboredo (Melgaço, Castro Laboreiro)
- Castelo de Curutelo (Ponte de Lima, Freixo)
- Castelo de Lapela, Torre de Lapela (Monção, Lapela)
- Castelo de Lindoso (Ponte da Barca, Lindoso)
- Castelo de Melgaço (Melgaço, Vila)
- Castelo de Monção (Monção, Monção)
- Castelo de Neiva (Viana do Castelo, Castelo do Neiva)
- Castelo de Portuzelo (Viana do Castelo, Santa Marta de Portuzelo)
- Castelo de São Martinho de Penha (Monção, Abedim)
- Castelo de Valença (Valença, Valença)
- Castelo de Vila Nova de Cerveira (Vila Nova de Cerveira, Vila Nova de Cerveira)
- Castro de Moldes (Viana do Castelo, Castelo do Neiva)
- Forte da Ínsua (Caminha, Moledo)
- Forte de Âncora, Forte da Lagarteira (Caminha, Vila Praia de Âncora)
- Forte de Montedor, Forte de Paçô (Viana do Castelo, Carreço)
- Forte de Santiago da Barra, Castelo de Santiago da Barra (Viana do Castelo, Monserrate)
- Forte de São Francisco de Lovelhe, Forte de Azevedo, Forte de Lovelhe (Vila Nova de Cerveira, Lovelhe)
- Forte do Cão, Forte da Guelfa (Caminha, Vila Praia de Âncora)
- Forte da Areosa, Fortim da Areosa, Forte da Vinha, Castelo Velho (Viana do Castelo, Areosa)
- Muralhas de Ponte de Lima (Ponte de Lima, Ponte de Lima)
- Praça-forte de Valença (Valença, Valença)
- Torre de Grade

### Distrikt Vila Real
- Castelo da Piconha (Montalegre, Tourém)
- Castelo de Chaves (Chaves, Santa Maria Maior)
- Castelo de Monforte (Chaves, Águas Frias)
- Castelo de Montalegre (Montalegre, Montalegre)
- Castelo de Montenegro, Castro de Ribas
- Castelo de Pena de Aguiar, Castelo de Aguiar da Pena – (Vila Pouca de Aguiar, Telões)
- Castelo de Portelo, Castelo do Portelo (Montalegre, Padornelos)
- Castelo de Santo Estêvão (Chaves, Santo Estêvão)
- Castelo do Mau Vizinho, Castelo dos Mouros (Chaves, Cimo de Vila da Castanheira)
- Castro de Cidadelhe, Castelo de Cidadelhe
- Forte de Nossa Senhora do Rosário, Forte de São Francisco de Chaves (Chaves, Madalena)
- Forte de São Neutel (Chaves, Madalena)
- Torre de Quintela (Vila Real, Vila Marim)

### Distrikt Viseu
- Castelo de Ferreira de Aves, Torre de Ferreira de Aves (Sátão, Ferreira de Aves)
- Castelo de Lamego (Lamego, Almacave)
- Castelo de Penedono, Castelo do Magriço (Penedono, Penedono)
- Castelo de São Martinho de Mouros (Resende, São Martinho de Mouros)
- Castelo de Sernancelhe (Sernancelhe, Sernancelhe)
- Castelo de Tarouca (Tarouca, Tarouca)
- Muralhas de Viseu (Viseu, Santa Maria de Viseu)
- Torre de Alcofra (Vouzela, Alcofra)
- Torre de Cambra (Vouzela, Cambra)
- Torre de Ucanha (Tarouca, Ucanha)
- Torre de Vilharigues, Castelo de Vilharigues (Vouzela, Paços de Vilharigues)

## Região Centro

### Distrikt Castelo Branco
- Castelo da Sertã (Sertã, Sertã)
- Castelo de Belmonte (Belmonte, Belmonte)
- Castelo de Castelo Branco, Castelo dos Templários (Castelo Branco, Castelo Branco)
- Castelo de Castelo Novo (Fundão, Castelo Novo)
- Castelo de Idanha-a-Nova (Idanha-a-Nova, Idanha-a-Nova)
- Castelo de Idanha-a-Velha, Castelo de Idanha, Torre dos Templários (Idanha-a-Nova, Idanha-a-Velha)
- Castelo de Monsanto (Idanha-a-Nova, Monsanto)
- Castelo de Penamacor, Fortaleza de Penamacor (Penamacor, Penamacor)
- Castelo de Penha Garcia (Idanha-a-Nova, Penha Garcia)
- Castelo de Ródão, Castelo do Rei Vamba (Vila Velha de Ródão, Vila Velha de Ródão)
- Castelo de Rosmaninhal (Idanha-a-Nova, Rosmaninhal)
- Castelo de Salvaterra do Extremo (Idanha-a-Nova, Salvaterra do Extremo)
- Castelo de Segura (Idanha-a-Nova, Segura)
- Fortaleza de Segura
- Forte de Ponte de Alvito (Proença-a-Nova)
- Torre de Centum Cellas, Centum Cellas, Centum Cellæ, Centum Celli, Centum Cœli, Torre de São Cornélio (Belmonte, Colmeal da Torre)

### Distrikt Coimbra
- Castelo da Lousã, Castelo de Arouce (Lousã, Lousã)
- Castelo de Avô (Oliveira do Hospital, Avô)
- Castelo de Coimbra (Coimbra, São Bartolomeu)
- Castelo de Germanelo (Penela, Rabaçal)
- Castelo de Miranda do Corvo
- Castelo de Montemor-o-Velho (Montemor-o-Velho, Montemor-o-Velho)
- Castelo de Penacova (Penacova, Penacova)
- Castelo de Penela (Penela, Santa Eufémia)
- Castelo de Santa Eulália
- Castelo de Soure (Soure, Soure)
- Fortaleza de Buarcos (Figueira da Foz, Buarcos)
- Forte de Santa Catarina (Figueira da Foz, São Julião da Figueira da Foz)
- Fortim de Palheiros (Figueira da Foz, Buarcos)
- Torre de Anto (Coimbra, São Bartolomeu)
- Torre de Redondos, Castelo de Redondos (Figueira da Foz, Buarcos)

### Distrikt Guarda
- Castelo da Guarda (Guarda, Sé)
- Castelo da Mêda (Mêda, Mêda)
- Castelo de Alfaiates (Sabugal, Alfaiates)
- Castelo de Almeida (Almeida, Almeida)
- Castelo de Caria Talaya
- Castelo de Castelo Bom (Almeida, Castelo Bom)
- Castelo de Castelo Melhor (Vila Nova de Foz Côa, Castelo Melhor)
- Castelo de Castelo Mendo (Almeida, Castelo Mendo)
- Castelo de Castelo Rodrigo (Figueira de Castelo Rodrigo, Castelo Rodrigo)
- Castelo de Celorico da Beira (Celorico da Beira, Santa Maria)
- Castelo de Folgosinho (Gouveia, Folgosinho)
- Castelo de Linhares (Celorico da Beira, Linhares)
- Castelo de Longroiva (Mêda, Longroiva)
- Castelo de Marialva (Mêda, Marialva)
- Castelo de Monforte (Figueira de Castelo Rodrigo, Colmeal)
- Castelo de Moreira de Rei (Trancoso, Moreira de Rei)
- Castelo de Numão (Vila Nova de Foz Côa, Numão)
- Castelo de Pinhel (Pinhel, Pinhel)
- Castelo de Ranhados (Mêda, Ranhados)
- Castelo de Seia (Seia, Seia)
- Castelo de Sortelha (Sabugal, Sortelha)
- Castelo de Terrenho, Torre de Terrenho (Trancoso, Torre do Terrenho)
- Castelo de Trancoso (Trancoso, Santa Maria e São Pedro)
- Castelo de Valhelhas (Guarda, Valhelhas)
- Castelo de Vila do Touro (Sabugal, Vila do Touro)
- Castelo de Vilar Maior (Sabugal, Vilar Maior)
- Castelo do Sabugal (Sabugal, Sabugal)
- Castelo Velho de Freixo de Numão (Vila Nova de Foz Côa, Freixo de Numão)
- Ponte de Sequeiros (Sabugal, Vale Longo)
- Praça-forte de Almeida (Almeida, Almeida)
- Torre de Aguiar da Beira
- Torre dos Metelos, Solar dos Metelos (Figueira de Castelo Rodrigo, Freixeda do Torrão)

### Distrikt Leiria
- Castelo Carrapatoso
- Castelo de Alcobaça (Alcobaça, Alcobaça)
- Castelo de Alfeizerão (Alcobaça, Alfeizerão)
- Castelo de Atouguia da Baleia (Peniche, Atouguia da Baleia)
- Castelo de Leiria (Leiria, Leiria)
- Castelo de Monte Real (Leiria, Monte Real)
- Castelo de Óbidos (Óbidos, São Pedro e Santa Maria)
- Castelo de Pombal (Pombal, Pombal)
- Castelo de Porto de Mós (Porto de Mós, São Pedro)
- Forte de São João Baptista das Berlengas (Peniche, Berlengas, São Pedro)
- Forte de São Miguel Arcanjo, Forte do Morro da Nazaré (Nazaré, Nazaré)
- Praça-forte de Peniche, Fortaleza de Peniche (Peniche, São Pedro)

### Distrikt Lissabon
- Bateria Alta da Água Doce (Cascais, Cascais)
- Bateria da Feitoria (Oeiras, Oeiras e São Julião da Barra)
- Campo Entrincheirado de Lisboa
- Castelo da Lourinhã (Lourinhã, Lourinhã)
- Castelo de Alenquer (Alenquer, Triana)
- Castelo de Arruda
- Castelo de Pirescoxe (Loures, Santa Iria de Azóia)
- Castelo de São Jorge de Lisboa, Castelo de São Jorge, Castelo dos Mouros (Lissabon, Castelo)
- Castelo de Sintra, Castelo dos Mouros (Sintra, São Pedro de Penaferrim)
- Castelo de Torres Vedras (Torres Vedras, Santa Maria do Castelo e São Miguel)
- Castelo de Vila Verde dos Francos (Alenquer, Vila Verde dos Francos)
- Castelo Velho de Colares (Sintra, Colares)
- Cidadela de Cascais (Cascais, Cascais)
- Cortinas de Atiradores (Cascais, Cascais)
- Forte da Ameixoeira, Forte de D. Carlos I (Lissabon, Ameixoeira)
- Forte da Carvalha
- Forte da Infesta
- Forte de Crismina, Forte da Cresmina (Cascais, Cascais)
- Forte de Monsanto, Forte do Marquês de Sá da Bandeira
- Forte de Nossa Senhora da Conceição (Cascais, Cascais)
- Forte de Nossa Senhora da Guia (Cascais, Cascais)
- Forte de Nossa Senhora da Luz de Cascais (Cascais, Cascais)
- Forte de Nossa Senhora das Mercês de Catalazete, Forte Novo das Mercês, Bateria do Catalazete, Forte do Catalazete (Oeiras, Oeiras e São Julião da Barra)
- Forte de Nossa Senhora de Porto Salvo, Forte da Giribita, Forte da Ponta do Guincho (Oeiras, Paço de Arcos)
- Forte de Nossa Senhora dos Anjos de Paimogo, Forte de Paimogo, Forte da Lourinhã (Lourinhã, Lourinhã)
- Forte de Olheiros, Reduto de Olheiros, Forte do Canudo (Torres Vedras, São Pedro e Santiago)
- Forte de Sacavém, Reduto do Monte-Sintra, Reduto do Monte-Cintra (Loures, Sacavém)
- Forte de Santa Apolónia, Baluarte de Santa Apolónia, Bateria do Manique (Lissabon, São João)
- Forte de Santa Marta (Cascais, Cascais)
- Forte de Santo Amaro do Areeiro, Forte de Santo Amaro do rio de Oeiras, Forte Velho, Forte do Areeiro (Oeiras, Oeiras e São Julião da Barra)
- Forte de Santo António do Estoril, Forte de Santo António da Barra, Forte Velho (Cascais, Estoril)
- Forte de São Brás de Sanxete (Cascais, Cascais)
- Forte de São Bruno de Caxias (Oeiras, Oeiras e São Julião da Barra)
- Forte de São João das Maias, Forte das Maias (Oeiras, Oeiras e São Julião da Barra)
- Forte de São Jorge de Oitavos, Forte de Oitavos (Cascais, Cascais)
- Forte de São Julião da Barra (Oeiras, Oeiras e São Julião da Barra)
- Forte de São Lourenço do Bugio, Forte de São Lourenço da Cabeça Seca, Torre do Bugio (Oeiras, Oeiras e São Julião da Barra)
- Forte de São Pedro da Ericeira, Forte da Ericeira, Forte do Milreu (Mafra, Ericeira)
- Forte de São Pedro de Paço de Arcos (Oeiras, Paço de Arcos)
- Forte de São Pedro do Estoril, Forte da Poça (Cascais, Estoril)
- Forte de São Teodósio, Forte da Cadaveira (Cascais, Estoril)
- Forte de São Vicente de Torres Vedras (Torres Vedras, São Pedro e Santiago)
- Forte do Alto do Duque (Lissabon, Belém)
- Forte do Bom Sucesso
- Forte do Guincho, Forte das Velas (Cascais, Cascais)
- Forte Novo (Cascais, Cascais)
- Linhas de Torres (Torres Vedras)
- Muralhas de Cascais (Cascais, Cascais)
- Reduto de Olheiros, Forte de Olheiros, Forte do Canudo (Torres Vedras, São Pedro e Santiago)
- Torre de São Vicente de Belém, Baluarte de São Vicente a par de Belém, Baluarte do Restelo (Lissabon, Belém)
- Torre de São Sebastião (Cascais, Cascais)
- Vigia do Facho (Cascais, Cascais)

### Distrikt Santarém
- Castelo de Abrantes, Fortaleza de Abrantes (Abrantes, São João)
- Castelo de Alcanede (Santarém, Alcanede)
- Castelo de Almourol (Vila Nova da Barquinha, Praia do Ribatejo)
- Castelo de Cera (Tomar, Alviobeira)
- Castelo de Ourém, Paço dos Condes de Ourém (Ourém, Nossa Senhora das Misericórdias)
- Castelo de Santarém (Santarém, Marvila)
- Castelo de Tomar (Tomar, São João Baptista)
- Castelo de Torres Novas (Torres Novas, Santa Maria)
- Castelo do Zêzere (Vila Nova da Barquinha, Praia do Ribatejo)
- Castelo Velho
- Forte de Belmonte (Benavente, Samora Correia)
- Praça-forte de Abrantes (Abrantes)
- Torre das Cabaças, Torre do Relógio (Santarém, Marvila)

### Distrikt Setúbal
- Bataria do Casalinho  (Setúbal, Nossa Senhora da Anunciada)
- Bataria do Outão  (Setúbal)
- Bataria da Trafaria (Almada, Trafaria)
- Castelo de Alcácer do Sal (Alcácer do Sal, Santa Maria do Castelo)
- Castelo de Almada (Almada, Almada)
- Castelo de Cabrela
- Castelo de Canha (Montijo, Canha)
- Castelo de Coina-a-Velha
- Castelo de Coruche
- Castelo de Palmela (Palmela, Palmela)
- Castelo de Santiago do Cacém (Santiago do Cacém, Santiago do Cacém)
- Castelo de Sesimbra (Sesimbra, Castelo)
- Castelo de Sines (Sines, Sines)
- Forte de Albarquel (Setúbal, Nossa Senhora da Anunciada)
- Forte de Nossa Senhora das Salvas, Forte de Nossa Senhora de Salas (Sines, Sines)
- Forte de Santa Maria da Arrábida, Forte da Arrábida (Setúbal, São Lourenço)
- Forte de Santiago de Sesimbra, Forte da Marinha, Forte da Praia, Fortaleza de Santiago (Sesimbra, Santiago)
- Forte de Santiago do Outão, Forte do Outão (Setúbal, Nossa Senhora da Anunciada)
- Forte de São Domingos da Baralha, Forte da Baralha
- Forte de São Filipe de Setúbal, Castelo de São Filipe (Setúbal, Nossa Senhora da Anunciada)
- Forte de São Luís Gonzaga, Forte Velho (Setúbal, Nossa Senhora da Anunciada)
- Forte de São Sebastião da Caparica, Torre de São Sebastião da Caparica, Torre Velha, Fortaleza da Torre Velha (Almada, Caparica)
- Forte de São Teodósio da Ponta do Cavalo, Forte da Ponta do Cavalo, Forte do Cavalo (Sesimbra, Castelo)
- Forte de Santo Alberto do Pessegueiro, Forte da Ilha do Pessegueiro, Forte do Pessegueiro, Forte da Ilha de Fora (Sines, Sines)
- Forte de Nossa Senhora da Queimada do Pessegueiro, Forte da Praia do Pessegueiro, Forte da Ilha de Dentro (Sines, Sines)
- Muralhas de Setúbal (Setúbal, Santa Maria da Graça)

## Região Sul

### Distrikt Beja

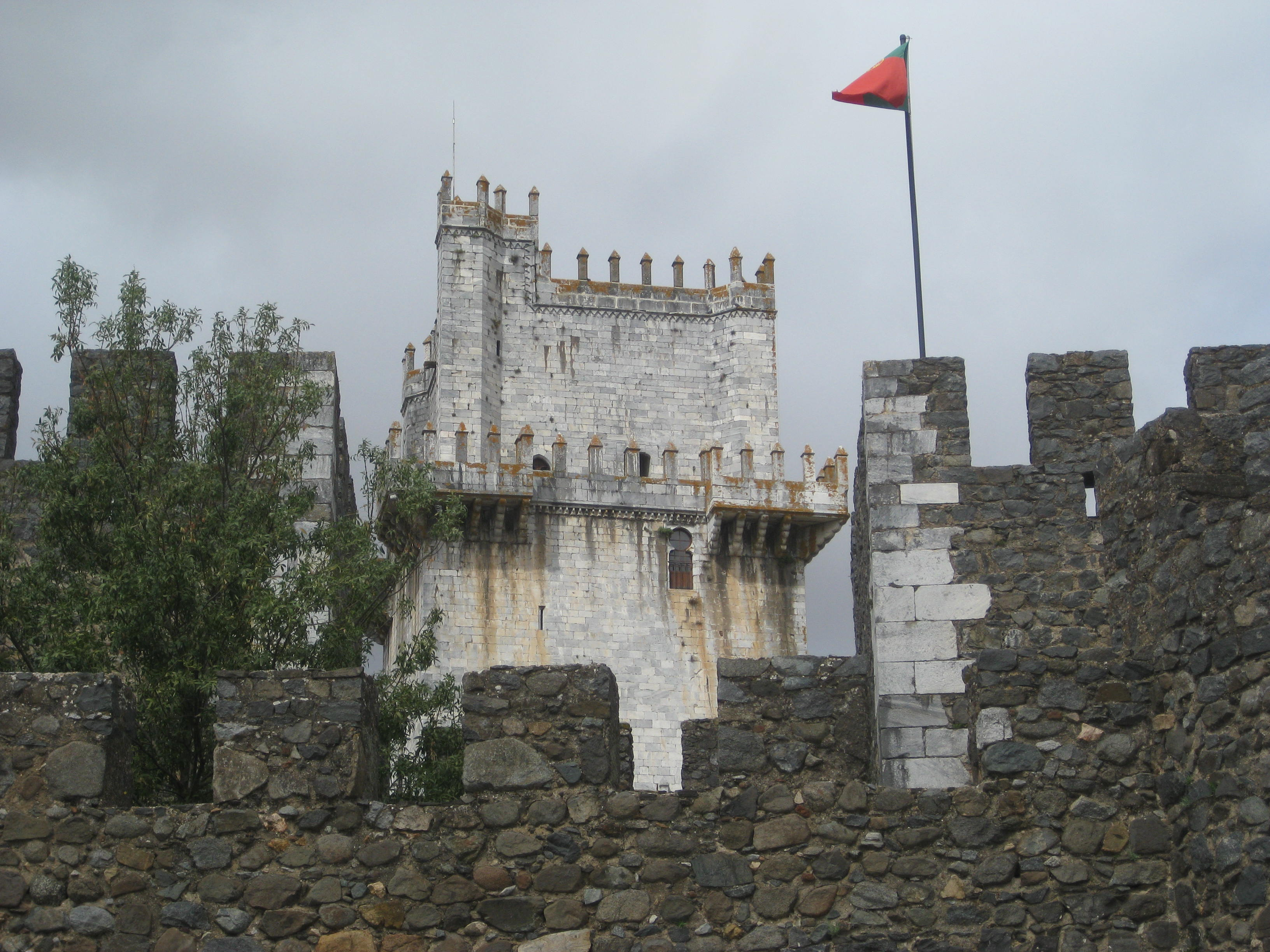
Der Torre de Menagem der Burg von Beja

- Atalaia da Cabeça Magra, Atalaia Magra (Moura, Santo Agostinho)
- Castelo da Vidigueira, Paço dos Gamas (Vidigueira, Vidigueira)
- Castelo de Aljustrel (Aljustrel, Aljustrel)
- Castelo de Alvito (Alvito, Alvito)
- Castelo de Beja (Beja, Santiago Maior)
- Castelo de Cola, Castelo de Ourique, Castro de Cola, Cidade de Marrachique (Ourique, Ourique)
- Castelo de Mértola (Mértola, Mértola)
- Castelo de Messejana (Aljustrel, Messejana)
- Castelo de Montel, Castelo Velho de Cobres (Castro Verde, Entradas)
- Castelo de Moura (Moura, São João Baptista)
- Castelo de Noudar (Barrancos)
- Castelo de Odemira (Odemira, Santa Maria)
- Castelo de Serpa (Serpa, Salvador)
- Forte de São Clemente, Castelo de Vila Nova de Milfontes, Castelo de Milfontes (Odemira, Vila Nova de Milfontes)
- Forte de São Pedro de Serpa

### Distrikt Évora
- Castelo da Lousa, Castelo Romano da Lousa – (Mourão, Luz)
- Castelo da Vidigueira, Torre das Vidigueiras
- Castelo de Arraiolos – (Arraiolos, Arraiolos)
- Castelo de Azinhalinho
- Castelo de Borba – (Borba, Matriz)
- Castelo de Castelo Velho
- Castelo de Estremoz – (Estremoz, Santa Maria)
- Castelo de Évora Monte, Castelo de Évoramonte – (Estremoz, Évora Monte)
- Castelo de Évora
- Castelo de Juromenha – (Alandroal, Juromenha)
- Castelo de Monsaraz – (Reguengos de Monsaraz, Corval)
- Castelo de Montemor-o-Novo – (Montemor-o-Novo, Nossa Senhora da Vila)
- Castelo de Mourão – (Mourão, Mourão)
- Castelo de Olivença
- Castelo de Portel – (Portel, Portel)
- Castelo de Redondo – (Redondo, Redondo)
- Castelo de Terena – (Alandroal, Terena)
- Castelo de Valongo – (Évora, Nossa Senhora de Machede)
- Castelo de Veiros – (Estremoz, Veiros)
- Castelo de Viana do Alentejo – (Viana do Alentejo, Viana do Alentejo)
- Castelo de Vila Viçosa – (Vila Viçosa, Conceição)
- Castelo do Alandroal – (Alandroal, Nossa Senhora da Conceição)
- Castelo do Mau Vizinho, Castelo de Pontega
- Castelo Novo, Quartel dos Dragões – (Évora, Sé e São Pedro)
- Castelo Velho do Degebe
- Fortaleza de Juromenha (Nossa Senhora do Loreto, Alandroal)
- Forte de Santo António da Piedade, Forte de Santo António de Évora
- Praça-forte de Olivença
- Torre das Águias
- Torre de Coelheiros, Castelo de Torre de Coelheiros
- Torre Quadrangular de Évora, Torre de Sisebuto
- Torre de Val-Boim
- Torre do Esporão

### Distrikt Faro
- Bateria do Zavial
- Fortaleza da Praia da Luz – (Lagos, Luz)
- Castelo das Relíquias
- Castelo de Albufeira – (Albufeira, Albufeira)
- Castelo de Alcantarilha – (Silves, Alcantarilha)
- Castelo de Alcoutim, Fortaleza de Alcoutim – (Alcoutim, Alcoutim)
- Castelo de Aljezur – (Aljezur, Aljezur)
- Castelo de Alvor, Castelo de Albur, Forte de Alvor – (Portimão, Alvor)
- Castelo de Arrifana, Forte da Arrifana
- Castelo de Cacela
- Castelo de Castro Marim – (Castro Marim, Castro Marim)
- Castelo de Estômbar, Castelo de Abenabece – (Lagoa, Estômbar)
- Castelo de Lagos, Fortaleza de Lagos – Lagos
- Castelo de Loulé – (Loulé, São Clemente)
- Castelo de Montenegro
- Castelo de Paderne – (Albufeira, Paderne)
- Castelo de Porches
- Castelo de Salir
- Castelo de Santa Justa
- Castelo de Silves – (Silves, Silves)
- Castelo de Tavira – (Tavira, Santiago)
- Castelo Velho de Alcoutim – (Alcoutim, Alcoutim)
- Fortaleza de Armação de Pêra – (Silves, Armação de Pêra)
- Forte do Beliche, Fortaleza de Belixe – (Sagres, Vila do Bispo)
- Forte da Baleeira – Sagres
- Forte da Meia Praia – Lagos
- Forte da Ponta da Bandeira – Lagos
- Fortaleza de Cacela, Forte de Cacela, – (Vila Real de Santo António, Cacela-Velha)
- Fortaleza de Sagres, Forte de Sagres, Castelo de Sagres – (Sagres, Vila do Bispo)
- Fortaleza de São Vicente
- Forte de Santa Catarina, Fortaleza de Santa Catarina de Ribamar
- Forte de Santo António de Castro Marim
- Forte de Santo António de Tavira, Forte do Rato – (Tavira, Santa Maria)
- Forte de São João do Arade, Castelo de São João do Arade, Castelo do Arade – (Lagoa, Ferragudo)
- Forte de São Sebastião de Castro Marim

### Distrikt Portalegre
- Castelo de Alegrete – (Portalegre, Alegrete)
- Castelo de Alpalhão
- Castelo de Alter do Chão – (Alter do Chão, Alter do Chão)
- Castelo de Alter Pedroso – (Alter do Chão, Alter do Chão)
- Castelo de Amieira do Tejo, Castelo de Amieira – (Nisa, Amieira do Tejo)
- Castelo de Arronches – (Arronches, Assunção)
- Castelo de Assumar
- Castelo de Avis – (Avis, Avis)
- Castelo de Barbacena – (Elvas, Barbacena)
- Castelo de Belver – (Gavião, Belver)
- Castelo de Cabeço de Vide
- Castelo de Campo Maior – (Campo Maior, São João Baptista)
- Castelo de Castelo de Vide – (Castelo de Vide, Santa Maria da Devesa)
- Castelo de Elvas – (Elvas, Alcáçova)
- Castelo de Fontalva – (Elvas, Barbacena)
- Castelo de Marvão – (Marvão, Santa Maria de Marvão)
- Monforte
- Castelo de Montalvão – (Nisa, Montalvão)
- Castelo de Nisa – (Nisa, Nossa Senhora da Graça)
- Castelo de Ouguela – (Campo Maior, São João Baptista)
- Castelo de Portalegre – (Portalegre, Sé)
- Castelo de Seda – (Alter do Chão, Seda)
- Castelo do Crato, Castelo da Azinheira – (Crato, Crato e Mártires)
- Forte da Graça, Forte Conde de Lippe
- Forte da Piedade
- Forte de Santa Luzia
- Forte de São Francisco de Elvas
- Forte de São Mamede
- Forte de São Pedro de Elvas
- Forte de São Roque
- Praça-forte de Campo Maior
- Praça-forte de Elvas
- Torre de Atalaião, Atalaia do Torrejão, Baluarte do Torrejão, Castelo do Torrejão, Torrejã – (Portalegre, São Julião)

## Região Autónoma dos Açores

### Grupo Ocidental

#### Flores
- Bateria da Alagoa
- Bateria da Lomba
- Bateria da Ponta da Caveira
- Bateria do Alto de Ponta Delgada
- Bateria do Cais de Lajes das Flores
- Forte de Nossa Senhora do Rosário de Lajes das Flores
- Forte de Santo António de Lajes das Flores
- Forte de São Francisco da Ilha das Flores
- Forte de São Pedro de Ponta Delgada (Ilha das Flores)
- Forte do Estaleiro da Fajã Grande
- Forte do Monte do Maio
- Vigia do Portinho

### Grupo Central

#### Ilha do Faial
- Forte de Nossa Senhora da Guia da Horta, Forte da Greta, Castelo da Greta
- Forte de Porto Pim, Bombardeira do Porto Pim
- Forte de Santa Cruz da Horta, Castelo de Santa Cruz
- Forte de São Sebastião da Horta, Castelo de São Sebastião
- Muralhas do Porto Pim
- Reduto da Patrulha do Porto Pim
- Torre de Vigia do Porto Pim

#### Pico
- Forte da Madalena
- Forte da Prainha
- Forte de Santa Catarina da ilha do Pico, Castelo de Santo António
- Forte do Cais

#### São Jorge
- Forte da Fajã dos Vimes (Fajã dos Vimes)
- Forte da Urzelina (Urzelina)
- Forte das Bicas (Bicas)
- Forte das Manadas (Manadas)
- Forte de Nossa Senhora da Conceição das Velas
- Forte de Nossa Senhora do Pilar e São José, Castelo da Eira
- Forte de Santa Cruz da ilha de São Jorge
- Forte de Santo António da Ilha de São Jorge
- Forte de São João Baptista (Calheta)
- Forte de São Miguel o Anjo (Queimada)
- Forte do Espírito Santo da Ilha de São Jorge
- Forte do Forno da Cal
- Forte dos Terreiros (Terreiros)

#### Graciosa
- Forte do Corpo Santo
- Forte da Barra
- Forte de Santa Catarina
- Forte da Arrochela
- Forte do Carapacho
- Forte da Folga
- Forte de Nossa Senhora dos Remédios

#### Terceira
- 1º Reduto da Ribeira Seca
- 2º Reduto da Ribeira Seca
- Barbete de Santa Catarina das Mós
- Bateria de Nossa Senhora da Conceição de Caloura
- Castelo dos Moinhos, Castelo de São Cristóvão, Castelo de São Luís
- Fortaleza de São João Baptista da Ilha Terceira, Fortaleza do Monte Brasil, Castelo de São Filipe do Monte Brasil
- Forte da baía da Salga, Forte da Salga
- Forte da Casa das Sagas
- Forte da Greta (Vila de São Sebastião)
- Forte da Horta do Bacharel Ruivo
- Forte da Ladeira Grande (Ribeirinha)
- Forte da Laginha, Forte da Laginha (Ribeirinha)
- Forte da Má Ferramenta, Forte do Terreiro, Forte do Espírito Santo
- Forte da Maré
- Forte da Prainha, Forte Grande (Praia da Vitória)
- Forte da Rua Longa (Biscoitos)
- Forte das Caninhas, Forte das Caninas (Vila de São Seabstião)
- Forte das Cavalas, Forte das Cavalas (Vila de São Sebastião)
- Forte das Chagas, Forte das Chagas (Praia da Vitória), Forte de São Francisco
- Forte de Estêvão Ferreira
- Forte de Nossa Senhora da Conceição (Ilha Terceira)
- Forte de Nossa Senhora da Luz de Praia da Vitória
- Forte de Nossa Senhora da Nazaré (Porto Martins)
- Forte de Nossa Senhora do Pilar, Forte de Santa Bárbara, Forte de São Bartolomeu, Forte das Cinco Ribeiras
- Forte de Santa Bárbara de Angra do Heroísmo, Forte de Santa Bárbara (Angra do Heroísmo)
- Forte de Santa Catarina das Mós
- Forte de Santa Catarina do Cabo da Praia, Forte de Santa Catarina (Cabo da Praia), Forte do Cabo da Praia
- Forte de Santa Cruz, Forte do Porto de Praia da Vitória, Forte do Porto (Praia da Vitória)
- Forte de Santa Margarida (ilha Terceira)
- Forte de Santo Antão, Forte de Santo Antão (Praia da Vitória)
- Forte de Santo António do Porto Judeu, Forte de Santo António (Porto Judeu), Forte de Porto Judeu
- Forte de Santo António do Monte Brasil
- Forte de São Benedito do Monte Brasil
- Forte de São Bento, Forte de São Bento (Porto Martins)
- Forte de São Caetano (Santa Cruz)
- Forte de São Diogo do Monte Brasil, Forte do Zimbreiro, Forte do Zimbreiro (Angra do Heroísmo)
- Forte de São Fernandes
- Forte de São Fernando (Vila de São Sebastião)
- Forte de São Filipe do Porto Martins
- Forte de São Francisco de Angra do Heroísmo, Forte de São Francisco (Angra do Heroísmo)
- Forte de São João (Santa Cruz)
- Forte de São João da Praia da Vitória
- Forte de São João ou do Biscoitinho
- Forte de São Jorge
- Forte de São José do Cabo da Praia
- Forte de São Mateus da Calheta, Forte da Igreja, Forte da Igreja (São Mateus da Calheta)
- Forte de São Pedro (São Pedro)
- Forte de São Sebastião de Angra do Heroísmo, Forte de São Sebastião
- Forte do Açougue
- Forte do Alcaide
- Forte do Bom Jesus, Forte do Bom Jesus (Vila de São Sebastião)
- Forte do Espírito Santo
- Forte do Facheiro
- Forte do Fanal
- Forte do Negrito
- Forte do Pobado
- Forte do Porto (Praia da Vitória)
- Forte do Porto dos Biscoitos (Praia da Vitória)
- Forte do Terreiro
- Forte dos Coelhos, Forte dos Coelhos (Vila de São Sebastião)
- Forte dos Pesqueiros, Forte do Pesqueiro dos Meninos (Vila de São Sebastião)
- Forte dos Preguiçosos
- Forte dos Trinta Réis
- Forte General Saldanha
- Forte Grande da Praia da Vitória, Forte Grande (Praia da Vitória)
- Forte Grande de São Mateus da Calheta
- Reduto da Casa da Salga
- Reduto da Cruz da Esperança
- Redutos da Ribeira Seca
- Reduto da Ribeira
- Reduto da Salga
- Reduto das Duas Pontas, Reduto dos Dois Paus
- Reduto das Três Pontas, Reduto dos Três Paus
- Reduto de Nossa Senhora de Nazaré
- Reduto de Santa Cruz da Ilha Terceira
- Reduto de Santa Teresa da Ilha Terceira
- Reduto de São Gonçalo da Ilha Terceira
- Trincheiras militares do Caminho do Mar (Biscoitos)

### Grupo Oriental

#### Santa Maria
- Forte da Baía de São Lourenço
- Forte da Baixa do Vigário
- Forte da Figueira
- Forte da Forca
- Forte da Laje de Vila do Porto
- Forte da Maia
- Forte da Prainha
- Forte de Nossa Senhora da Praia dos Anjos
- Forte de São Brás de Vila do Porto
- Forte de São João Baptista da Praia Formosa
- Forte de São João Evangelista
- Forte do Cabrestante
- Forte do Marvão

#### São Miguel
- Bateria de Costa da Castanheira (Ponta Delgada)
- Bateria de Nossa Senhora da Conceição de Caloura, Forte de Nossa Senhora da Conceição de Água de Pau
- Castelo Real de Vila Franca
- Forte da Povoação
- Forte da Ribeira Grande, Castelo da Vila da Ribeira Grande
- Forte da Ribeira Quente
- Forte da Vila da Lagoa
- Forte de Faial
- Forte de Jesus, Maria, José de Vila Franca
- Forte de Nossa Senhora da Salvação de Ponta Delgada
- Forte de Nossa Senhora da Vitória de Água de Pau
- Forte de Santa Clara de Ponta Delgada
- Forte de Santa Cruz da Lagoa
- Forte de Santo António de Vila Franca
- Forte de São Brás de Ponta Delgada, Fortaleza de São Brás, Castelo de São Brás
- Forte de São Caetano de Rosto de Cão
- Forte de São Francisco de Vila Franca
- Forte de São Francisco Xavier de Rosto de Cão
- Forte de São Pedro de Ponta Delgada
- Forte do Açougue de Ponta Delgada
- Forte do Baixio de Vila Franca, Castelo do Baixio
- Forte do Porto Formoso, Castelo do Porto Formoso
- Forte dos Bueiros de Vila Franca (Reduto de Vila Franca do Campo (?) )
- Forte dos Mosteiros
- Portas de Ponta Delgada
- Reduto da Mãe de Deus

## Região Autónoma da Madeira

### Madeira
- Fortaleza de Nossa Senhora da Conceição do Ilhéu, Funchal
- Forte de Nossa Senhora do Amparo, Machico
- Forte de São Bento, Ribeira Brava
- abgegangene Festung Forte de São Francisco de Santa Cruz, Funchal (1961 für den Ausbau des Flughafens zerstört)
- Forte São João Baptista (oder Forte do Ancoradouro), Machico
- Forte de São João Baptista, Porto Moniz
- Fortaleza de São João Baptista do Pico (Fortaleza do Pico), Funchal
- Forte de São José, Funchal
- Ruine Forte de São Sebastião do Caniço, Caniço
- Forte do Portinho, Caniço
- Forte de São Tiago, Funchal
- Ruine Forte dos Reis Magos (Festung der „Heiligen Drei Könige“), Caniço
- Ruine Forte do Porto da Cruz, Porto da Cruz
- Ruine Forte Novo (früher Forte de São Pedro), Funchal
- Fortress of Faial, zw. Faial und Santana
- Palácio de São Lourenço, Funchal